# اسید گاما-لینولنیک
اسید گاما-لینولنیک (به انگلیسی: Gamma-Linolenic acid) یک ترکیب شیمیایی با شناسه پاب‌کم ۵۲۸۰۹۳۳ است. شکل ظاهری این ترکیب، روغن بی‌رنگ است.